# المسنوف (بني عبد الله)

تعديل مصدري - تعديل

المسنوف محلة تابعة لقرية الطيني، التابعة لعزلة بني عبد الله بمديرية ذي السفال إحدى مديريات محافظة إب في الجمهورية اليمنية، بلغ تعداد سكانها 97 حسب تعداد اليمن لعام 2004.